# MELODY FAIR
『MELODY FAIR』（メロディー・フェア）は、浅香唯の6枚目のスタジオ・アルバム。1989年3月1日にマイカルハミングバードよりリリースされた。

## 概要
ヒット・シングル「セシル」「Melody」「TRUE LOVE」を収録。シングル候補曲を集めた非コンセプトアルバムであり、発売前は3曲目に収録されている『Moon Train』という仮タイトルが付けられていた。
1曲目「Melody」は、冒頭にシングル版にはない ″メロディー″ というコーラスが付け足されたバージョンで収録されており、7曲目の「セシル」は、シングルではフェード・アウトで終わるところ、本作にはテレビ番組で披露する際に使われた、アウトロがフェード・アウトしないバージョンで収録されている（2曲共にバージョン違いの表記は無し）。8曲目「BANDIT」は、テレビ番組でも披露された。
オリコンCDチャートでは1位を獲得したが、アルバム総合チャートでは2位（自身最高）となった。
このアルバムを引っさげて、コンサート・ツアー『'89 SPRING CONCERT MELODY FAIR』（1989年3月18日 - 5月14日、全国19カ所）を開催した。
2010年7月7日に、ワーナーミュージック・ジャパンから紙ジャケットCDとして再発売され、収録音源には2010年24ビット最新デジタルリマスタリングが施されている。

## 収録曲

### LP

#### SIDE A
1. Melody
作詞: 森雪之丞 / 作曲: 木根尚登 / 編曲: 萩田光雄
2. 泣かないでMY HEART
作詞: 吉元由美 / 作曲: NOBODY / 編曲: 井上鑑
3. Moon Train
作詞: 麻生圭子 / 作曲: 羽田一郎 / 編曲: 椎名和夫
4. TRUE LOVE
作詞: 吉元由美 / 作曲: 井上ヨシマサ / 編曲: 井上鑑
5. RELY ON ME
作詞: 道行恵 / 作曲: 和泉常寛 / 編曲: 若草恵

#### SIDE B
1. トライアル
作詞: 麻生圭子 / 作曲: NOBODY / 編曲: 戸塚修
2. セシル
作詞: 麻生圭子 / 作曲: NOBODY / 編曲: 戸塚修
3. BANDIT
作詞: 麻生圭子 / 作曲: 羽田一郎 / 編曲: 鷺巣詩郎
4. ホワイト・ナイツ
作詞: 三浦徳子 / 作曲: タケカワユキヒデ / 編曲: 鷺巣詩郎
5. 瞳のラビリンス
作詞: 平井森太郎 / 作曲: 林哲司 / 編曲: 若草恵

### CD
1. Melody
2. 泣かないでMY HEART
3. Moon Train
4. TRUE LOVE
5. RELY ON ME
6. トライアル
7. セシル
8. BANDIT
9. ホワイト・ナイツ
10. 瞳のラビリンス

### 紙ジャケットCD盤
1. Melody
2. 泣かないでMY HEART
3. Moon Train
4. TRUE LOVE
5. RELY ON ME
6. トライアル
7. セシル
8. BANDIT
9. ホワイト・ナイツ
10. 瞳のラビリンス

#### ボーナス・トラック
1. 哀しみの翼
作詞: 佐藤純子 / 作曲: 天野滋 / 編曲: 鷺巣詩郎
  - 「セシル」のカップリング曲。
2. フレンド
作詞: Arthur Hamilton・魚住勉 / 作曲: Joe Harnell / 編曲: 石倉重信
  - 「Melody」のカップリング曲。
3. NIGHT DANCER
作詞: 真名杏樹 / 作曲: 天野滋 / 編曲: 鷺巣詩郎
  - 「TRUE LOVE」のカップリング曲。
4. 笑顔はどうしたの
作詞: 麻生圭子 / 作曲: NOBODY / 編曲: 井上鑑
  - 「NEVERLAND 〜YAWARA!メインテーマ〜」のカップリング曲。
5. セシル（オリジナルカラオケ）
6. Melody（オリジナルカラオケ）
7. TRUE LOVE（オリジナルカラオケ）

## 参加ミュージシャン
- Drum：青山純、島村英二
- Bass：伊藤広規、長岡道夫、美久月千晴
- E.Guitar：松原正樹、芳野藤丸、今剛、角田順
- G.Guitar：吉川忠英
- Keyboard：大谷和夫、井上鑑、倉田信雄、永田一郎、島健、松田真人
- Synthesizer Programer：森達彦
- Percussion：浜口茂外也
- Mandlin：竹内郁子
- Trunpet：数原晋、河東伸夫
- Tronbone：平内保夫
- Saxophone：Jake H. Concepcion
- Strings：加藤JOEグループ、友田啓明グループ、前田昌利グループ
- chorus：EVE、比山貴咏史、木戸やすひろ、広谷順子、東郷昌和、桐ケ谷俊博

出典：『ニッポンの編曲家』

## 関連作品
- 浅香唯大全集 THE COMPLETE BOX
- 紙ジャケットCD-BOX
- 浅香唯 30周年記念コンプリートBOX